# Principesse al verde
Principesse al verde (You're Cut Off!) è una serie reality in onda sul canale statunitense VH1, trasmessa per la prima volta il 9 giugno 2010. Vede protagoniste nove ragazze viziate che dovranno fare i conti con la vita comune, senza soldi e senza lussi, in un programma di otto settimane di riabilitazione.
In Italia la serie è trasmessa dal 23 luglio 2012 su iLIKE.TV, canale 170 di Sky, con un doppiaggio in oversound.
La sigla del programma è Sugarbaby dei Morningwood. Il logo originale del programma è stato lasciato anche nell'edizione italiana, e a partire dalla trasmissione della seconda puntata vi è stato aggiunto in forma di sottotitolo anche "Principesse al verde".

## Personaggi

### Prima stagione
"Principesse"
- Amber Smith (da Savannah, Georgia)
- Courtnee Mason (da Charlotte, Carolina del Nord)
- Erica Rose (da Houston, Texas)
- Gia Khay (Sherman Oaks, California)
- Jaqueline Madden (da Mahwah, New Jersey)
- Jessica Cimato (da Howell, New Jersey)
- Leanne Stern (da Beverly Hills, California)
- Pamela Lynn Blazewski (da Manhattan, New York)
- Chrissy O'Keith (da Los Angeles, California)

Coach
- Laura Baron

### Seconda stagione
"Principesse"
- Aimee Johnson (da Houston, Texas)
- Hana Hills (da Hollywood, California)
- Jessica Koussevitzky (da Lauderdale-By-the-Sea, Florida)
- Lauren Grissom (da Nashville, Tennessee)
- Marcy Guevara (da Buena Park, California)
- Marissa Erskine (da Freehold, New Jersey)
- Nadia Atiqi (da Katy, Texas)
- Jennifer Jowett (da West Hollywood, California)
- Shakyra LaShae (da Brooklyn, New York)

Coach
- Laura Baron

## Puntate
Finora sono state prodotte due stagioni del programma, per un totale di 16 puntate.
| Stagione         | Puntate | Prima TV originale | Prima TV Italia |
| ---------------- | ------- | ------------------ | --------------- |
| Prima stagione   | 8       | 2010               | 2012            |
| Seconda stagione | 8       | 2011               | 2012            |

## Tabella di progressione

### Prima stagione
| Partecipanti | Settimana 1 | Settimana 2 | Settimana 3 | Settimana 4 | Settimana 5 | Settimana 6 | Settimana 7 | Settimana 8 |
| ------------ | ----------- | ----------- | ----------- | ----------- | ----------- | ----------- | ----------- | ----------- |
| Amber        | --          | Prosegue    | Prosegue    | Prosegue    | Prosegue    | Prosegue    | --          | Promossa    |
| Courtnee     | --          | Prosegue    | Prosegue    | Prosegue    | Prosegue    | Prosegue    | V.I.P.      | Promossa    |
| Erica        | --          | Fallimento  | Fallimento  | V.I.P.      | Prosegue    | Fallimento  | --          | Promossa    |
| Gia          | --          | Fallimento  | Prosegue    | Fallimento  | V.I.P.      | Fallimento  | --          | Promossa    |
| Jaqueline    | --          | V.I.P.      | Prosegue    | Prosegue    | Prosegue    | Fallimento  | --          | Promossa    |
| Jessica      | --          | Prosegue    | Fallimento  | Prosegue    | Prosegue    | Fallimento  | --          | Promossa    |
| Leanne       | --          | Prosegue    | V.I.P.      | Prosegue    | Prosegue    | Prosegue    | --          | Promossa    |
| Pamela       | --          | Prosegue    | Prosegue    | Prosegue    | Prosegue    | Prosegue    | --          | Promossa    |
| Chrissy      | --          | Fallimento  | Fallimento  | Fallimento  | Eliminata   | --          | --          | --          |

### Seconda stagione
| Partecipanti | Settimana 1 | Settimana 2 | Settimana 3 | Settimana 4 | Settimana 5 | Settimana 6 | Settimana 7 | Settimana 8 |
| ------------ | ----------- | ----------- | ----------- | ----------- | ----------- | ----------- | ----------- | ----------- |
| Aimee        | --          | Fallimento  | V.I.P.      | Fallimento  | Prosegue    | Fallimento  | --          | Promossa    |
| Hana         | --          | Fallimento  | Fallimento  | Fallimento  | V.I.P.      | Prosegue    | --          | Promossa    |
| Jessica      | --          | Prosegue    | Prosegue    | Fallimento  | Prosegue    | Fallimento  | --          | Promossa    |
| Lauren       | --          | Prosegue    | Prosegue    | Fallimento  | Prosegue    | Prosegue    | V.I.P.      | Promossa    |
| Marcy        | --          | V.I.P.      | Prosegue    | Fallimento  | Prosegue    | Fallimento  | --          | Promossa    |
| Marissa      | --          | Prosegue    | Prosegue    | Fallimento  | Fallimento  | Fallimento  | --          | Promossa    |
| Nadia        | --          | Fallimento  | Fallimento  | Fallimento  | Prosegue    | V.I.P.      | --          | Promossa    |
| Jennifer     | --          | Fallimento  | Fallimento  | Eliminata   | --          | --          | --          | --          |
| Shakyra      | Eliminata   | --          | --          | --          | --          | --          | --          | --          |